# Davian Clarke
Davian Clarke (ur. 30 kwietnia 1976) – jamajski lekkoatleta, sprinter, medalista igrzysk olimpijskich (Atlanta 1996) oraz olimpijczyk z 2000 i 2004 roku, medalista mistrzostw świata.
Clarke reprezentował Jamajkę w wielu międzynarodowych imprezach odnosząc nieliczne sukcesy indywidualne (bieg na 400 m):
- srebrny medal Halowych Mistrzostw Świata w Lekkoatletyce (Budapeszt 2004)
- 6. miejsce podczas igrzysk olimpijskich (Ateny 2004)

oraz bardziej znaczące jako członek sztafety 4 x 400 metrów:
- srebro mistrzostw świata juniorów (Seul 1992)[1]
- srebrny medal mistrzostw świata juniorów (Lizbona 1994)[2]
- srebro podczas Mistrzostw Świata w Lekkoatletyce (Göteborg 1995)
- brązowy medal Igrzysk Olimpijskich (Atlanta 1996)
- srebro Mistrzostw Świata w Lekkoatletyce (Ateny 1997) - po dyskwalifikacji za doping pierwszej na mecie sztafety USA
- złoto podczas Igrzysk panamerykańskich (Winnipeg 1999)
- srebrny medal na Mistrzostwach Świata w Lekkoatletyce (Sewilla 1999) - po dyskwalifikacji za doping pierwszej na mecie sztafety USA
- brąz podczas Halowych Mistrzostw Świata w Lekkoatletyce (Lizbona 2001)
- złoto Halowych Mistrzostw Świata (Birmingham 2003)
- srebrny medal Mistrzostw Świata w Lekkoatletyce (Paryż 2003)
- złoto podczas Igrzysk panamerykańskich (Santo Domingo 2003)
- złoto Halowych Mistrzostw Świata w Lekkoatletyce (Budapeszt 2004)
- brąz Mistrzostw Świata w Lekkoatletyce (Helsinki 2005)

## Rekordy życiowe
- bieg na 200 metrów – 20,72 (1999)
- bieg na 400 metrów – 44,83 (2004)
- bieg na 300 metrów (hala) – 32,97 (2003)
- bieg na 400 metrów (hala) – 45,86 (1998)